# Ebersbach
Ebersbach je obec v německé spolkové zemi Sasko. Nachází se v zemském okrese Míšeň a má přibližně 4 300 obyvatel.

## Historie
V písemných pramenech je Ebersbach prvně zmiňován roku 1240 jako Euersbach. Vznikl ve středověku jako lesní lánová ves. Současná obec Ebersbach vznikla roku 1961 spojením do té doby samostatných obcí Oberebersbach, Mittelebersbach a Niederebersbach.

## Přírodní poměry
Ebersbach leží severovýchodním směrem od saského hlavního města Drážďany mezi městy Großenhain a Radeburg. Nejvýznamnějším vodním tokem je Große Röder, nejvyšším bodem je Katzenburg (202 m). Na východě území obce se rozkládá část lesní oblasti Laußnitzer Heide, kterou prochází dálnice A13. Obec není napojena na železnici.

## Správní členění
Ebersbach se dělí na 14 místních částí:
- Beiersdorf
- Bieberach
- Cunnersdorf
- Ebersbach
- Ermendorf
- Freitelsdorf
- Göhra
- Hohndorf
- Kalkreuth
- Lauterbach
- Marschau
- Naunhof
- Reinersdorf
- Rödern

## Pamětihodnosti
- zámek Lauterbach se zámeckým parkem
- zámek Naunhof s přírodním parkem
- vesnický kostel v Rödernu